# Leuchtturm Sīkrags
Der Leuchtturm Sīkrags, lettisch Sīkragciema bāka, befindet sich am westlichen Rand des Dorfes Sīkrags in der Gemeinde Kolka an der Irbenstraße.
Eine Navigationshilfe existierte hier seit 1925. Der Leuchtturm wurde 1933 gebaut. Er liegt an der Flussmündung der Salaca. Der alte, acht Meter hohe weiße, quadratische Turm hat eine Galerie und ein rotes Laternenhaus.
Seit den 1970er Jahren ist er inaktiv. Wahrscheinlich wurde sein Licht von der Richtfeuerlinie ersetzt. Es war 1967 noch in Betrieb, wurde aber vor 1984 abgeschaltet.
Der Leuchtturm ist ein weißes Rechteck auf einem Gitterturm, ein schmuckloser Zweckbau aus der Sowjetzeit.